# 美国波多黎各联邦地区法院
美国波多黎各联邦地区法院 （引用时缩写为D.P.R.）是唯一位于波多黎各的美国联邦地区法院，该法院的司法管辖权覆盖全波多黎各。该法院审理后的案件需上诉至第一巡回上诉法院，专利及《塔克法案》相关的案件需上诉至联邦巡回区上诉法院。